# Vil'šana
Vil'šana (in ucraino Вільшана?) è un insediamento rurale ucraino (2919 abitanti) nel distretto di Zvenyhorodka, nell'oblast' di Čerkasy. Ospita l'amministrazione della comunità territoriale di Vilšana, una delle comunità territoriali dell'Ucraina.
Fino al 18 luglio 2020 Vil'šana apparteneva al distretto di Horodyšče. Il distretto è stato abolito nel luglio 2020 come parte della riforma amministrativa dell'Ucraina, che ha ridotto a quattro il numero dei distretti dell'oblast' di Čerkasy. L'area del distretto di Horodyšče è stata suddivisa tra il distretto di Čerkasy e il distretto di Zvenyhorodka e Vil'šana è stata inclusa nel distretto di Zvenyhorodka.
Fino al 26 gennaio 2024 Vil'šana era classificata come insediamento di tipo urbano. Da tale data è entrata in vigore una nuova legge che ha abolito questo status e Vil'šana è stata riclassificata come insediamento rurale.